# Calide ibne Bargaxe de Zanzibar
Calide ibne Bargaxe Abuçaíde (em árabe: خالد بن برغش البوسعيد; romaniz.: Khalid bin Barghash Al-Busaid; Zanzibar, 15 de dezembro de 1874 – Mombaça, 1927) foi o sexto Sultão de Zanzibar e  o filho mais velho do segundo sultão de Zanzibar, Bargaxe ibne Saíde Abuçaíde, 2º Sultão de Zanzibar. Calide brevemente comandou Zanzibar (de 25 de agosto a 27 de agosto de 1896), tomando o poder após a morte súbita de seu tio Hamade ibne Tuaini de Zanzibar, que muitos suspeitam tenha sido envenenado por Calide. A Grã-Bretanha se recusou a reconhecer sua reivindicação ao trono, resultando na Guerra Anglo-Zanzibari na qual o palácio e harém de Calide foram bombardeados por navios britânicos por aproximadamente 40 minutos, matando 500 defensores, antes de uma rendição ser recebida. Calide fugiu de seu palácio para tomar refúgio no consulado alemão, do qual foi contrabandeado para a África Oriental Alemã onde recebeu asilo político. Ele foi capturado pelas forças britânicas em Dar es Salã em 1916 e exilado para Seicheles e Santa Helena (território) antes de ser permitido a retornar à África Oriental, onde morreu em Mombaça, em 1927.

## Títulos
- 1874-1896, e depois de 1896 a 1927: Saíde Calide ibne Bargaxe
- 1896: Sua Alteza sultão saíde Calide ibne Bargaxe, Sultão de Zanzibar